# Слинкин, Илья Васильевич
Илья Васильевич Слинкин (1899, Владивосток — 26 мая 1938, Хабаровск) — советский партийный деятель. Член Коммунистической партии с 1920 года, первый секретарь Хабаровского областного комитета ВКП(б) в 1934 — 1937 годах.

## Биография
Окончил Владивостокское училище и педагогические курсы, работал в школах сел Владимиро-Мономахово и Венедиктовке Ольгинского уезда Приморской области. В годы Гражданской войны — один из руководителей красного партизанского движения в Приморье, председатель Военно-революционного штаба партизанских отрядов Ольгинского уезда. В 1920 году — член нелегального партизанского штаба во Владивостоке.

Руководители партизанского движения в Приморье: Г.Лобода, И.Слинкин, А.Флегонтов и М.Вольский

Член правительства Дальневосточной республики, депутат Учредительного собрания ДВР. С 31 декабря 1921 года — председатель Амурского народно-революционного комитета. В 1922 году — председатель Народно-революционного комитета Приморской области, член Приморского обкома, затем, до 1923 года — председатель Исполнительного комитета Приморского губернского Совета. В январе 1927 — сентябре 1929 года — председатель Исполнительного комитета Владивостокского окружного Совета. Затем работал заместителем председателя Далькрайисполкома, заведующий промтрансотделом Далькрайкома ВКП(б). В 1932 — 1933 годах учился в Промакадемии в Москве, там же отверг предложение П. П. Постышева остаться в центре.
В апреле 1933 года был кооптирован в члены Президиума Далькрайисполкома как заместитель председателя крайисполкома и председатель Крайплана. Тогда же занял пост председателя Междуведомственного совещания по перевозками при Далькрайисполкоме. 26 июня 1933 года Слинкин был введён в состав Пленума и в Бюро Далькрайкома ВКП(б). В августе того же года Слинкин вместе с А. К. Флегонтовым своим выступлением на Бюро Далькрайкома инициировали отстранение от должности первого секретаря Амурского обкома партии В. А. Верного, не справившегося с планом хлебозаготовок, и были направлены в Амурскую область для исправления ситуации. В сентябре 1933 года Слинкин был избран секретарём Далькрайкома ВКП(б) по снабжению. 9 января 1934 года на XI краевой партконференции И. В. Слинкин был избран членом Бюро и заведующим сельскохозяйственным отделом Далькрайкома, а также делегатом XVII съезда ВКП(б). 25 февраля того же года Слинкин был избран членом Президиума Далькрайисполкома с освобождением от постов второго заместителя председателя и председателя Крайплана, а 27 марта на 2-м пленуме Далькрайкома был избран только кандидатом в члены Бюро ДКК.
На I Хабаровской областной партконференции 7 — 10 июня 1935 года избран 1-м секретарём Хабаровского обкома ВКП(б). Также занимал пост 1-го секретаря Хабаровского горкома ВКП(б).
23 августа 1937 года был смещён с поста и арестован в Хабаровске Управлением государственной безопасности Управления НКВД по Дальневосточному краю. Обвинён в том, что входил в состав «запасного нелегального троцкистского центра» во главе с вторым секретарём Далькрайкома В. А. Верным как руководитель по Хабаровской области. 8 сентября 1937 года первый секретарь Далькрайкома И. М. Варейкис писал Сталину: «Показаниями Крутова, Дерибаса и других, ранее арестованных, были разоблачены как участники заговора: Слинкин, секретарь Хабаровского обкома ВКП(б), старый дальневосточный партизан, находившийся в тесной связи с Гамарником, Аронштамом и другими;…».
26 мая 1938 года Илья Васильевич Слинкин был приговорен выездной сессией Военной Коллегии Верховного Суда СССР по статье 58-1а-2-7-8-11 УК РСФСР к высшей мере наказания. Расстрелян в тот же день и похоронен в Хабаровске.
В 1938 — 1940 годах сотрудники Управления НКВД по ДВК В. Ф. Семёнов, И. Г. Булатов, А. П. Малахов и М. И. Говлич, занимавшиеся делом Слинкина, были осуждены выездной сессией ВКВС СССР и военным трибуналом Хабаровского округа войск НКВД СССР за "участие в к.-р. антисоветской организации правых в органах УНКВД Дальневосточного края и соучастие в преступной  деятельности врага народа Люшкова", а также за  фальсификацию материалов следствия и применение мер физического воздействия к арестованным. Марк Говлич и Алексей Малахов были расстреляны в сентябре 1938 г. и впоследствии признаны не подлежащими реабилитации. 29 декабря 1939 года Виктор Фёдорович Семёнов был приговорён к 7 годам исправительно-трудовых лагерей, а в 1942 году отправлен на фронт.
Однако И. В. Слинкин был реабилитирован только 28 апреля 1956 года, когда определением Военной коллегии Верховного суда СССР его дело было прекращено за недоказанностью обвинения. В мае 1989 года Хабаровский краевой комитет КПСС восстановил Слинкина в партии с 1920 года.

## Память
В 2008 году член Русского географического общества Ю. А. Машков (г. Большой Камень Приморского края) писал: 
Вот обширная, частично заболоченная луговина, заросшая травой. В траве видны невысокие кусты, растущие группами. Каждая такая группа растет внутри фундамента дома. На месте этой луговины до 1970 года стояла деревня Венедиктовка. Среди фундаментов, ещё достаточно хорошо видных, один выделяется своими размерами. Видно, что здесь стояло большое П-образное здание. Это было здание школы, в которой в 1918 году жил и работал учителем Илья Васильевич Слинкин – видный организатор и руководитель партизанского движения в Приморье. Закончил он свой жизненный путь в 1937 году на посту первого секретаря Хабаровского обкома и горкома ВКП(б).